# 新华镇 (神农架林区)
新华镇，是中华人民共和国湖北省神农架林区下辖的一个乡镇级行政单位。
2009年1月7日，湖北省民政厅批复同意撤销新华乡，设立新华镇。

## 行政区划
新华镇下辖以下地区：
樟树坪社区、龙口村、龙潭村、高白岩村、桃坪村、马鹿场村、大岭村、猫儿观村、石屋头村和豹儿洞村。